# Team Milram

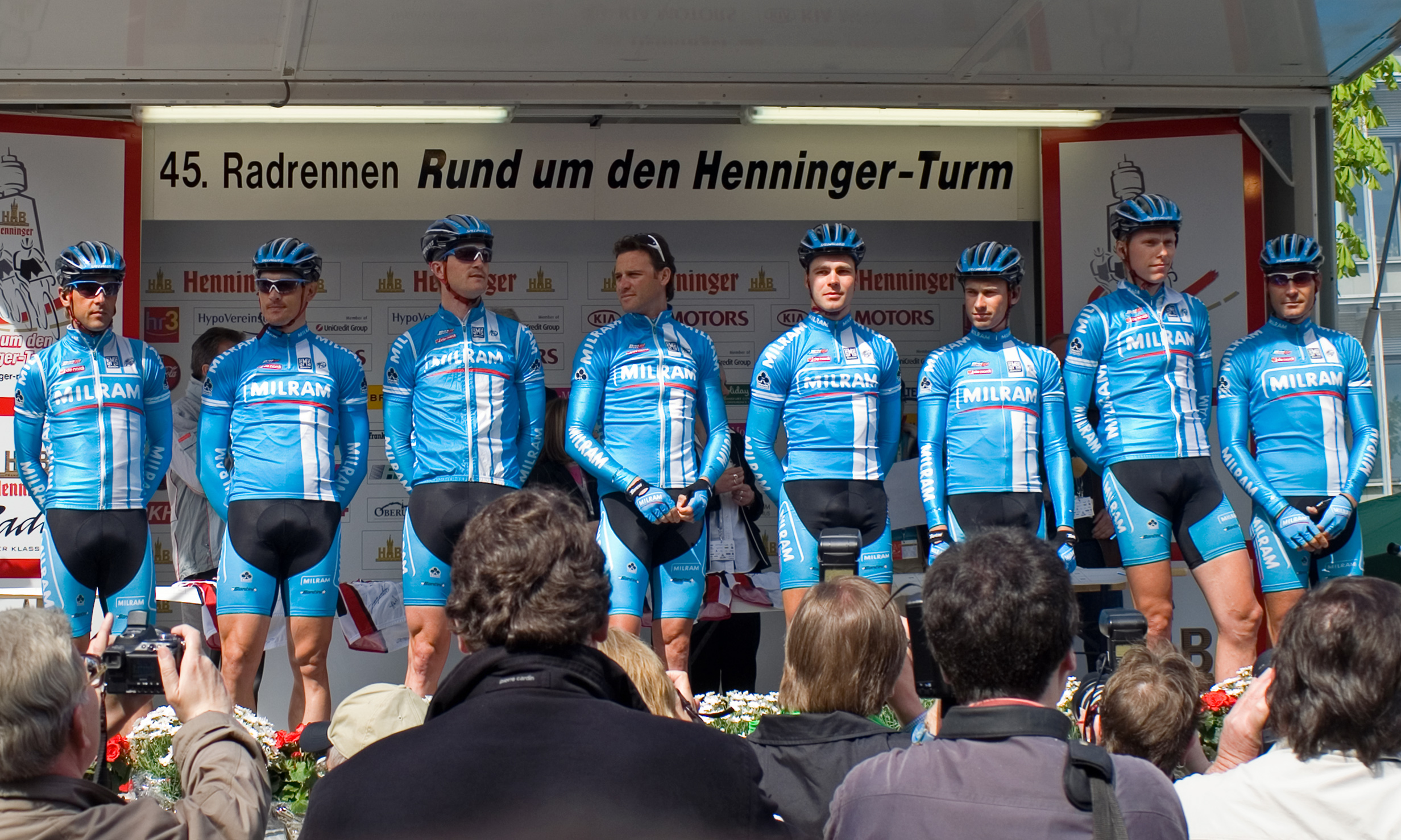
Equipe "Team Milram" em 2006.

Team Milram  foi uma equipe de ciclismo profissional com sede na Alemanha. A equipe existiu entre 2006 e 2010, sendo parte do UCI ProTour durante esse tempo.